# Италијанска краљевска ратна морнарица
Краљевска морнарица (итал. Regia Marina) постојала је од оснивања Краљевине Италије 1861. године. Након успостављања републике 1946. године мења име у Ратна морнарица (итал. Marina Militare).